# Внос
Вносът е платена предоставяна услуга, продукт или информация от чужда страна за друга страна. Това включва само стоките, които са предназначени за потребление в страната, без да се отчитат предназначените (без или с преработка) за обратен износ. Тук се включват и стоките с нетърговско предназначение.
Вносът се контролира от митническите учреждения на изнасящата страна. За дата на вносната операция се смята датата на митническото оформяне и пропускане. Данните за износа обикновено се различават според източника им, като най-изчерпателни са данните, подавани от вносителите за националната търговска статистика.
Предмет на внос могат да бъдат и други материални и нематериални ценности като електричество, софтуер, патенти и лицензии, ценни книжа, чужда и местна валута, злато и други ценни метали. Те обаче не се отчитат от националната търговска статистика за вноса.
Вносът спомага за специализацията в производството, но може и да възпрепятства развитието на местната икономика, ако тя не е готова за външна конкуренция. Държавата обикновено осигурява по-строг контрол над вноса, отколкото над износа чрез митата и т.нар. нетарифни средства за регулиране – лицензии, квоти, плафони, както и чрез данъчен контрол над вносителите.